# Mark Heidenfeld
Mark Heidenfeld (Dublino, 10 febbraio 1968) è uno scacchista irlandese.
Ha ottenuto il titolo di Maestro internazionale nel 1998.
Figlio di Wolfgang (sei volte vincitore del campionato irlandese), è cresciuto in Irlanda e nel 1979 si è trasferito con la famiglia a Ulma. Dopo essersi laureato in informatica, verso la fine degli anni '90 è tornato in Irlanda, per poi ristabilirsi a Ulma nel 2008. È sposato e ha una figlia.

## Principali risultati
Ha vinto il campionato irlandese nel 2000 e 2021. 
Con la nazionale dell'Irlanda ha partecipato a 8 edizioni delle Olimpiadi degli scacchi dal 1996 al 2014, ottenendo complessivamente il 57,7% dei punti.
Nel 2000 ha vinto il torneo Viking GM Invitational di York, nel 2004 il torneo di Cork e nel 2013 il torneo Masters di Galway. 
È un forte giocatore blitz; nel 2000 ha vinto il campionato australiano open blitz e più volte il campionato blitz del Baden-Württemberg.
Ha partecipato al campionato tedesco a squadre con i club Weiße Dame Ulm, Post SV Ulm e SV Jedesheim, al campionato britannico a squadre con i club Richmond e Wood Green e al campionato irlandese a squadre con i club Kilkenny e Dublin. 
Ha ottenuto il suo più alto rating FIDE in aprile 2001, con 2415 punti Elo.